# Traunkirchen
Traunkirchen est une commune autrichienne du district de Gmunden en Haute-Autriche.